# Pereiras
Pereiras é um município brasileiro localizado no interior do estado de São Paulo que integra a Mesorregião de Itapetininga e a Microrregião de Tatuí. Em 2024 sua população foi estimada pelo IBGE em 8 969 habitantes.

## História
O povoamento da região teve início ainda no século XVIII, decorrente primeiramente de pouso de tropeiros e de criação e comércio de gado, ao longo do Ribeirão das Conchas. No pouso dos tropeiros, famílias provindas de Bragança Paulista fixaram-se nas terras devolutas como posseiros. Com esses braganceiros, como eram conhecidos, chegaram Inácio de Goes Leme, Rafael de Oliveira Pinto, Desidério da Silva Pinto e Rafael Bueno de Oliveira por volta de 1831.
Outras famílias foram se agregando, e formando um povoado que, por ocasião de sua elevação à freguesia em 1876, já contava com cerca de 200 residências. Em 8 de dezembro de 1939, Bento Pereira Barbosa e outros membros das famílias Pereira e Araújo construíram uma capela para abrigar a imagem de Nossa Senhora da Conceição, trazida originalmente de Bragança Paulista. Essa capela, que ficou conhecida como a Capela dos Pereiras, ficava na parte baixa da cidade, na saída para Avaré e Botucatu. Por sua vez, na parte alta, onde ficava a saída para Tatuí, os membros da família Goes Leme construíram outra capela.
Em virtude da rivalidade, os Pereira erigiram nova capela, em terreno doado por Hermenegildo Alves de Morais, recebendo o nome de Nossa Senhora da Conceição do Ribeirão das Conchas. Com a elevação à freguesia, passou a chamar-se Freguesia de Nossa Senhora da Conceição dos Pereiras. Finalmente em 4 de abril de 1889 é elevada à condição de vila, 
Foi elevado à categoria de vila pela lei provincial nº 93 de 4 de abril de 1889 com território desmembrado do município de Tatuí, ocasião em que adotou sua denominação atual, e recebeu status de cidade em 19 de dezembro de 1906.

## Geografia
Localiza-se a uma latitude 23º04'34" sul e a uma longitude 47º58'33" oeste, estando a uma altitude de 490 metros. O município possui uma área territorial total de 223 136 km², ocupando a 396º posição entre os municípios paulistas por extensão territorial.

### Hidrografia
- Ribeirão de Conchas

### Rodovias
- SP-300: Rodovia Marechal Rondon
- SP-143: Rodovia Floriano de Camargo Barros

### Ferrovias
- Linha Tronco da antiga Estrada de Ferro Sorocabana[10]

## Demografia
Dados do Censo - 2016
População total: 8.312
- Urbana: 4.978
- Rural: 3.334

Densidade demográfica (hab./km²): 28,03
Mortalidade infantil até 1 ano (por mil): 15,46
Expectativa de vida (anos): 71,44
Taxa de fecundidade (filhos por mulher): 2,53
Taxa de alfabetização: 88,62%
Índice de Desenvolvimento Humano (IDH-M): 0,777
- IDH-M Renda: 0,713
- IDH-M Longevidade: 0,774
- IDH-M Educação: 0,843[11]

## Política e administração
- Prefeito Municipal: Miguel Tomazela (PSDB) (2021–2024)
- Vice-Prefeito Municipal: Osmar Pasqualino Rodrigues Ramos Junior (PSDB) (2021–2024)
- Presidente da Câmara Municipal: Roberto Luiz Silveira (CIDADANIA) (2021–2022)

## Infraestrutura

### Comunicações
O sistema de telefones automáticos foi inaugurado na cidade em 1974 pela Telecomunicações de São Paulo (TELESP), que também implantou o sistema de discagem direta à distância (DDD) em 1988 com o código de área (0149). Anteriormente a cidade era atendida pela Companhia Telefônica Brasileira (CTB).
Na década de 90 o código DDD da cidade foi alterado para (014), para padronização do sistema telefônico com a telefonia celular que estava sendo implantada em todo o estado.

## Religião
O Cristianismo se faz presente na cidade da seguinte forma:

### Igreja Católica
- A igreja faz parte da Arquidiocese de Botucatu.[16]

### Igrejas Evangélicas
Entre as igrejas protestantes históricas, pentecostais e neopentecostais, encontram-se na cidade:
- Assembleia de Deus Ministério do Belém.[19][20]
- Congregação Cristã no Brasil.[21]